# Bulgariens flag
Bulgariens flag er en trikolore som har været brugt i sin nuværende form siden 22. november 1990. Flaget er baseret på de pan-slaviske farver, men har grønt i stedet for blåt. 
Etter jerntæppets fald blev det kommunistiske statsvåben fjernet fra den hvide stribe som for øvrigt symboliserer fred og kærlighed, den grønne symboliserer nationens vitalitet eller fertilitet og det røde står for folkets mod.
Det gamle statsvåben afbillede en oprejst løve på venstre side i det hvide felt, som stod inde i en krans af hvedeaks under en rød femtakket stjerne og over et bånd med året 681, som var det år den første bulgarske stat blev grundlagt, og 1944, det år kommunistregimet blev indført efter et coup d'etat.